# 正钼酸铵
正钼酸铵是一种无机化合物，化学式为(NH4)2MoO4。它可由三氧化钼和饱和氨水反应制得。它在423 K分解；在氨气流中于440 K加热，可以得到(NH4)2[Mo3O10]。